# Arabisant

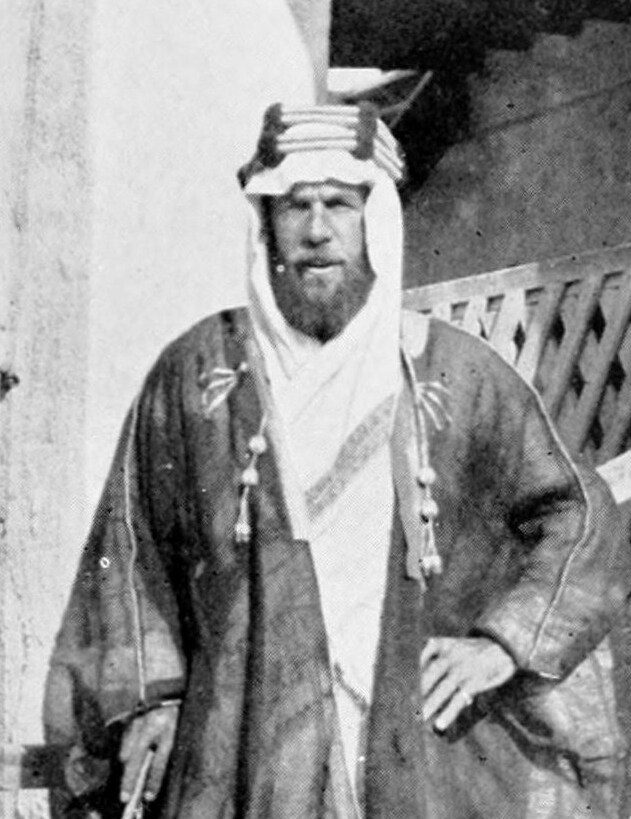
Arabisant britannique St. John Philby à Riyad.

Un arabisant (ou parfois anciennement arabiste) est une personne qui maîtrise la langue arabe alors que celle-ci n'est pas sa langue maternelle.

## Usage
Le terme « arabisant » est généralement utilisé dans le monde universitaire (à propos des orientalistes spécialisés dans les études arabes), diplomatique (par exemple pour les drogmans) ou encore dans le cadre colonial.
Au Sénégal, ce terme a une connotation péjorative,.

## Histoire
D'après Alain Messaoudi, le terme « arabisant » apparaît dès 1822, employé par Garcin de Tassy dans le Journal asiatique.
Le terme « arabiste » est également utilisé jusqu'au début du XXe siècle.